# Horace Henderson
Horace Henderson (Cuthbert, 22 november 1904 - Denver, 29 augustus 1988) was een Amerikaanse jazzpianist, orkestleider en arrangeur. Hij is de broer van de orkestleider Fletcher Henderson.

## Biografie
Henderson begon op 14-jarige leeftijd piano te spelen. Nog tijdens zijn studie, waarmee hij begon aan de Atlanta University en vervolgde aan de Wilberforce University in Ohio, formeerde hij de band The Wilberforce Collegians, waarin ook Benny Carter, Rex Stewart en Castor McCord speelden. Samen traden ze onder andere op in New York. Uit deze band ontstond later het Horace Henderson Orchestra en in 1928 de Dixie Stompers. Daarna werkte hij met Sammy Stewart en organiseerde hij in 1928 opnieuw zijn oude band The Collegians, die in 1931 werden overgenomen door Don Redman.
Horace Henderson bleef echter verder pianist en arrangeur van de band, voordat hij in 1933/1934 (opnamen 1933 als sideman) en 1936 voor het Fletcher Henderson Orchestra van zijn broer als arrangeur werkte (Hot and Anxious, Christopher Columbus, dat in 1936 een hit was, en I found a new baby). Tijdens de jaren 1930 werkte hij ook voor vele andere swingbands, zoals die van Charlie Barnet, het Casa Loma Orchestra, Tommy Dorsey, Earl Hines, Jimmie Lunceford en Benny Goodman. Met Goodman werden veel van zijn arrangementen ook landelijk live uitgezonden via de radio (Sing, Sing, Sing, Big John's Special voor Gene Krupa, String of Pearls, Japanese Sandman, Walk Jenny Walk, eveneens voor Krupa).
Van 1937 tot 1940 had hij weer een eigen orkest (opnamen 1940) in Chicago. In 1942/1943 was hij kortstondig in het leger, daarna weer bij zijn broer. Hij begeleidde Lena Horne en had van 1945 tot 1950 eigen bands in Los Angeles. Daarna speelde hij in Minneapolis, Las Vegas en uiteindelijk in Denver, waar hij ook woonde vanaf de jaren 1960.
Henderson stond heel zijn leven in de schaduw van zijn broer Fletcher Henderson, maar had wel als arrangeur een wezenlijk aandeel aan diens succes (het songboek van de band bevatte bijna net zo veel arrangementen van hem als van zijn broer). Hij werd in Gunther Schullers standardwerk The Swing Era gezien als een van de belangrijkste arrangeurs van de klassieke bigband-jazz na Duke Ellington.

## Overlijden
Horace Henderson overleed in augustus 1988 op 83-jarige leeftijd.
- Bibsys: 9000819
- Bibliothèque nationale de France: cb13895128p (data)
- Gemeinsame Normdatei: 118530097X
- International Standard Name Identifier: 0000 0000 3133 1209
- Library of Congress Control Number: n93078806
- MusicBrainz: 463028f3-582b-455e-8d40-ffd04bf17089
- Nationale bibliotheek van Australië: 64429164
- Nationale Bibliotheek van Israël: 987007317417705171
- Réseau des bibliothèques de Suisse occidentale: 02-A022761308
- Istituto Centrale per il Catalogo Unico: DDSV063720
- SNAC: w6v12rfm
- Virtual International Authority File: 46946667
- WorldCat: E39PBJpjfCtkBpdBftWjjqj3cP